# Juffrouw Ida
Juffrouw Ida was een tijdschrift dat tussen 1982 en 1992 werd uitgegeven door het Nederlands Letterkundig Museum.

## Geschiedenis
Van 1972 tot 1981 bestond het tijdschrift Juffrouw Idastraat 11, het huisorgaan van het Nederlands Letterkundig Museum en Documentatiecentrum, zoals de ondertitel luidde. Die naam was afgeleid van straat en huisnummer waar het museum toen was gevestigd. In 1982 werd het tijdschrift voortgezet onder de naam Juffrouw Ida; het begon onder die naam met jaargang 8 nummer 1 (april) en bestond tot jaargang 17 (1992) nummer 1 (maart). Daarna werd het opgesplitst in de reeks uitgaven De weduwe Ida en het Jaarboek van het Nederlands Letterkundig Museum en Documentatiecentrum.
Juffrouw Ida verscheen driemaal per jaar en stond onder redactie van medewerkers van het Letterkundig Museum. Het was bestemd voor de vrienden van het museum.